# Strijkkwartet nr. 2 (Atterberg)
Kurt Atterberg voltooide zijn Strijkkwartet nr. 2 op 14 juli 1916. In 1909 had hij gepoogd een eerste strijkkwartet op papier te zetten, maar rondde die pas veel later af (in 1938 als opus 39). Vandaar dat Atterbergs opus 11 vaak door het leven gaat met de simpele aanduiding Strijkkwartet. 
Atterberg begon aan zijn strijkkwartet op 31 mei 1916 en had deel een vrij vlot af. Pas in juli 1916 begon hij aan het tweede deel, dat ging vlotter. De delen twee en drie stonden binnen vijf dagen op papier. Vervolgens moest het werk 1 ½ jaar wachten op haar eerste uitvoering. Het strijkkwartet dat de première gaf in de Kungliga Musikaliska Akademien plaatsvond werd verzorgd door het Burgin Kwartet, bestaande uit leden van de voorloper van het Koninklijk Filharmonisch Orkest van Stockholm. Richard Burgin was concertmeester aldaar en werd terzijde gestaan door T. Swerdloff, E. Törnqvist en Affrem/Efrem Kinkulkin. Onder de toehoorders waren Wilhelm Stenhammar en Carl Nielsen, die het een bijzonder werk vonden. In een recensie verscheen een vergelijking met Arnold Schönberg, zijn muziek is echter in geen velden of wegen te kennen, Atterberg moest lachen.
Het strijkkwartet bestaat uit drie delen:
- Allegro con fuoco
- Andante
- Allegro furioso.

Het strijkkwartet raakte geheel in de vergetelheid. De enige traceerbare opname van dit werk werd gemaakt op 20 juni 1973 door het Saulesco Quartet (puur Zweeds). Het was verkrijgbaar op Swedish Society.  